# Phymatopteris albopes
Phymatopteris albopes là một loài thực vật có mạch trong họ Polypodiaceae. Loài này được (C. Chr. & Ching) Pic. Serm. miêu tả khoa học đầu tiên năm 1973.